# Batinjani (żupania bielowarsko-bilogorska)
Batinjani – wieś w Chorwacji, w żupanii bielowarsko-bilogorskiej, w gminie Đulovac. W 2011 roku liczyła 247 mieszkańców.